# Akwila
Akwila – imię męskie pochodzenia łacińskiego, wywodzące się od Aquila (słowa oznaczającego "orzeł"). W Nowym Testamencie opisany jest Akwila. Wśród znanych nosicieli tego imienia byli też św. Akwila, męczennik oraz tłumacz Akwila z Synopy.
Akwila imieniny obchodzi 23 stycznia i 8 lipca.
Akwila w innych językach: 
- rosyjski – Акила[1].

Znane osoby noszące imię Akwila:
- Akwila − postać z Nowego Testamentu (I w.)
- Akwila − męczennik, spalony w Neocezarei Maurytańskiej (IV w.)

Postacie fikcyjne noszące to imię:
- Akwila Dokuczliwa - postać z książkowego cyklu Świat Dysku Terry'ego Pratchetta (wedle tłumaczenia Doroty Malinowskiej-Grupińskiej).